# Parallels

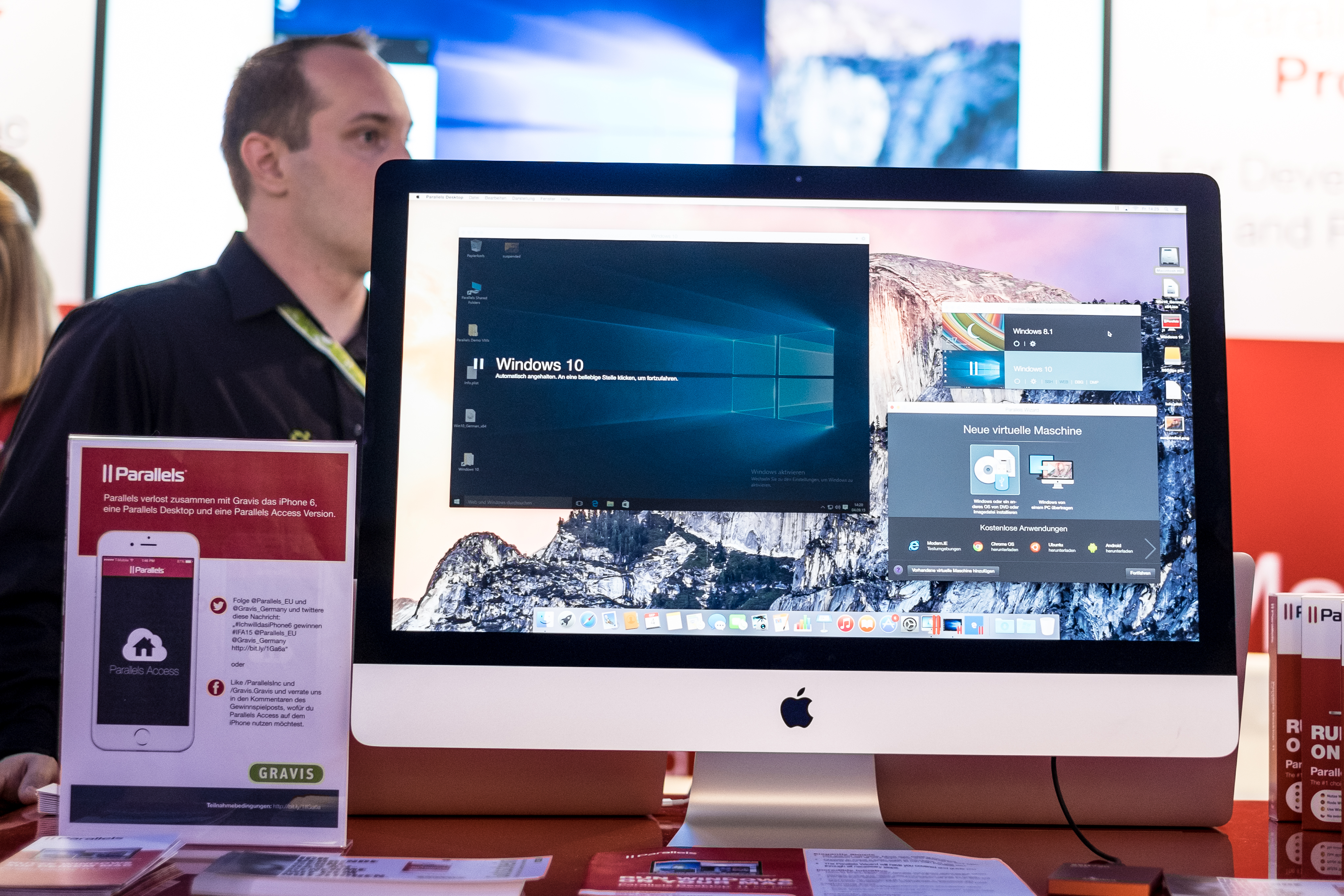
System Windows 10 w oprogramowaniu Parallels Desktop

Parallels – amerykańskie przedsiębiorstwo informatyczne założone w 1999 roku. Jego siedziba mieści się w Bellevue w stanie Waszyngton.
Przedsiębiorstwo zajmuje się tworzeniem oprogramowania do wirtualizacji. Jej portfolio obejmuje m.in. program Parallels Desktop for Mac.
Parallels zatrudnia ponad 800 osób na całym świecie.